# Alcea djahromi
Alcea djahromi är en malvaväxtart som beskrevs av Ahmed Ahmad Parsa. Alcea djahromi ingår i släktet stockrosor, och familjen malvaväxter. Inga underarter finns listade i Catalogue of Life.